# Between the Buttons
A Between the Buttons a The Rolling Stones együttes ötödik stúdióalbuma, amely 1967. január 20-án (az USA-ban február 6-án) jelent meg.
Az album felvételei Los Angelesben és Londonban zajlottak; ebben az időszakban a Rolling Stones némileg eltávolodott a rhythm and bluestól, és egy művészibb kifejezésmód felé vették az irányt. A Beatles Revolver, a Beach Boys Pet Sounds és Bob Dylan Blonde on Blonde című albuma nagymértékben kiterjesztette a rock kereteit, így a Rolling Stonesnak – főleg Mick Jaggernek és Keith Richardsnak – is mutatni kellett valamit, túl kell szárnyalniuk az Aftermath sikerét is. Bár Jagger az évek során többször nemtetszését fejezte ki az albummal kapcsolatban, a Between the Buttons ma már egyfajta kuriózum a rajongók és a kritikusok szemében.
Az Aftermath-hez hasonlóan a Between the Buttons brit és amerikai kiadása szintén különbözött. A brit kiadás 1967. január 20-án jelent meg a "Let's Spend the Night Together"/"Ruby Tuesday" című kislemez kíséretében. A korabeli angol gyakorlat szerint egy kislemez nem kerülhetett fel az albumra. Az albumot általában kedvezően fogadták (bár a kritikusok észrevették más brit zenekarok hatását), a brit lisákon a 3. helyet érte el.
Az amerikai kiadáson már szerepelt a két dal, míg a "Back Street Girl" (az album egyik csúcspontja) és a "Please Go Home" nem került fel rá. A "Ruby Tuesday" 1., a Between the Buttons pedig 2. lett az amerikai listákon.
Brian Jones folytatta a különleges hangszerekkel való kísérletezést, az elektromos és akusztikus gitár, valamint a zongora mellett szitáron, furulyán, trombitán, harsonán, bendzsón és kazoon játszott. Egyes feltevések szerint a "Ruby Tuesday" valójában Jones és Keith Richards szerzeménye.
A Between the Buttons volt a Rolling Stones utolsó albuma, ami Andrew Loog Oldham produceri közreműködésével készült.
A megjelenését követő években sokan átsiklottak a Between the Buttons fölött. Ma már több kritikus és rajongó felismerte eklekticizmusát és rejtett értékeit, melyek egy különleges művé teszik a Rolling Stones katalógusában.
2003-ban az albumot a Rolling Stone magazin Minden idők 500 legjobb albumának listáján a 355. helyre sorolták.

## Az album dalai
Minden dalt Mick Jagger és Keith Richards írt.

### Brit kiadás
1. "Yesterday's Papers" – 2:04
  - Mick Jagger – ének
  - Keith Richards – gitár, vokál
  - Brian Jones – csembaló, marimba, harang, vokál
  - Bill Wyman – basszusgitár, vokál
  - Charlie Watts – dob, ütőhangszerek
2. "My Obsession" – 3:17
  - Mick Jagger – ének
  - Keith Richards – gitár, vokál
  - Brian Jones – gitár
  - Bill Wyman – basszusgitár
  - Charlie Watts – dob, ütőhangszerek
  - Ian Stewart – zongora
3. "Back Street Girl" – 3:27
  - Mick Jagger – ének
  - Keith Richards – akusztikus gitár
  - Brian Jones – orgona, tangóharmonika
  - Bill Wyman – basszusgitár
  - Charlie Watts – dob, ütőhangszerek
  - Jack Nizsche – csembaló
4. "Connection" – 2:08
  - Mick Jagger – ének
  - Keith Richards – gitár, vokál
  - Brian Jones – gitár
  - Bill Wyman – basszusgitár, ütőhangszerek
  - Charlie Watts – dob, ütőhangszerek
5. "She Smiled Sweetly" – 2:44
  - Mick Jagger – ének
  - Keith Richards – akusztikus gitár, vokál
  - Brian Jones – orgona
  - Bill Wyman – basszusgitár
  - Charlie Watts – dob, ütőhangszerek
  - Jack Nitzsche – zongora
6. "Cool, Calm and Collected" – 4:17
  - Mick Jagger – ének
  - Keith Richards – gitár
  - Brian Jones – szájharmonika, szitár, bendzsó, kazoo
  - Bill Wyman – basszusgitár
  - Charlie Watts – dob, ütőhangszerek
  - Nicky Hopkins – zongora
7. "All Sold Out" – 2:17
  - Mick Jagger – ének
  - Keith Richards – gitár, vokál
  - Brian Jones – gitár, slide gitár, furulya, vokál
  - Bill Wyman – basszusgitár, vokál
  - Charlie Watts – dob, ütőhangszerek
8. "Please Go Home" – 3:17
  - Mick Jagger – ének, maracas, vokál
  - Keith Richards – gitár, vokál
  - Brian Jones – gitár, Mellotron, theremin, ütőhangszerek
  - Bill Wyman – basszusgitár
  - Charlie Watts – dob, ütőhangszerek
9. "Who's Been Sleeping Here?" – 3:55
  - Mick Jagger – ének
  - Keith Richards – gitár
  - Brian Jones – zongora, szájharmonika
  - Bill Wyman – basszusgitár
  - Charlie Watts – dob, ütőhangszerek
10. "Complicated" – 3:15
  - Mick Jagger – ének, vokál, ütőhangszerek
  - Keith Richards – gitár, vokál
  - Brian Jones – orgona, ütőhangszerek
  - Bill Wyman – basszusgitár, vokál
  - Charlie Watts – dob, ütőhangszerek
  - Ian Stewart – zongora
11. "Miss Amanda Jones" – 2:47
  - Mick Jagger – ének, vokál
  - Keith Richards – gitár, vokál
  - Brian Jones – gitár
  - Bill Wyman – basszusgitár
  - Charlie Watts – dob, ütőhangszerek
  - Ian Stewart – zongora, orgona
12. "Something Happened to Me Yesterday" – 4:55
  - Mick Jagger – ének, vokál
  - Keith Richards – gitár, ének, vokál
  - Brian Jones – trombita, harsona, zongora
  - Bill Wyman – basszusgitár
  - Charlie Watts – dob, ütőhangszerek
  - Ian Stewart – zongora

### Amerikai kiadás
1. "Let's Spend the Night Together" – 3:36
  - Mick Jagger – ének, vokál
  - Keith Richards – gitár, basszusgitár, vokál
  - Brian Jones – orgona
  - Charlie Watts – dob, ütőhangszerek
  - Jack Nitzsche – zongora
2. "Yesterday's Papers" – 2:04
3. "Ruby Tuesday" – 3:17
  - Mick Jagger – ének
  - Keith Richards – akusztikus gitár, vokál
  - Brian Jones – zongora, furulya, vokál
  - Bill Wyman – basszusgitár, cselló
  - Charlie Watts – dob, ütőhangszerek
4. "Connection" – 2:08
5. "She Smiled Sweetly" – 2:44
6. "Cool, Calm and Collected" – 4:17
7. "All Sold Out" – 2:17
8. "My Obsession" – 3:17
9. "Who's Been Sleeping Here?" – 3:55
10. "Complicated" – 3:15
11. "Miss Amanda Jones" – 2:47
12. "Something Happened to Me Yesterday" – 4:55

## Közreműködők
Együttes
- Mick Jagger – ének, ütőhangszerek
- Keith Richards – elektromos- és akusztikus gitár, ének, vokál, basszusgitár
- Brian Jones – elektromos- és akusztikus gitár, slide gitár, vokál, szájharmonika, zongora, orgona, csembaló, szitár, bendzsó, furulya, trombita, harsona, marimba, harang, kazoo
- Bill Wyman – basszusgitár, cselló, ütőhangszerek, vokál
- Charlie Watts – dob, ütőhangszerek

Vendégzenészek
- Ian Stewart – zongora, orgona
- Jack Nitzsche – zongora
- Nicky Hopkins – zongora

Produkció
- Andrew Loog Oldham – producer
- Dave Hassinger – hangmérnök
- Gus Skinas – hangmérnök
- Gered Mankowitz – borítókép
- Guy Webster – fényképek
- Jerrold Schatzberg – fényképek